# Řády, vyznamenání a medaile Burundi
Systém státních vyznamenání Burundi sestává z řádů a medailí udílených za mimořádné služby národu. Království Burundi získalo na Belgii nezávislost v roce 1962. Král Mwambutsa IV. ustanovil tři rytířské řády, které však nepřežily atentát na krále a pád burundské monarchie.

## Řády
- Národní řád republiky (Ordre National de la République)
- Řád přátelství lidu (Ordre de l'Amitié des Peuples) byl založen dne 16. června 1982. Udílen je za služby v ochraně lidských práv, za přínos k hospodářskému rozvoji Burundi či za rozvoj a podporu přátelství mezi národy. Udílen je ve čtyřech třídách.[2][3]
- Řád vlasteneckých zásluh (Ordre du Mérite Patriotique) byl založen dne 16. června 1982. Udílen je příslušníkům ozbrojených sil za statečnost a může být udělen i civilistům za záchranu života či majetku. Udílen je ve čtyřech třídách a náleží k němu i tři medaile.[4][3]
- Řád za občanské zásluhy (Ordre du Mérite Civique) byl založen dne 16. června 1982. Udílen je předním osobnostem Burundi za služby pro stát. Udílen je ve čtyřech třídách a náleží k němu i tři medaile.[5][3]

### Zaniklé řády
- Královský řád Karyenda (Ordre Royal du Karyenda) založil král Mwambutsa IV. dne 1. července 1962.[6] Udílen byl za výjimečné zásluhy v občanské či diplomatické službě. Pojmenován je po tradičním africkém bubnu zvaném karyenda, který je symbolem Burundi.[7]
- Řád knížete Rwagasory (Ordre du Prince Rwagasore) byl založen dne 1. července 1962 králem Mwambutsou IV.[8] Reformován byl v roce 1966. Udílen byl za zásluhy o nezávislost, posílení národní jednoty a zajištění integrity národa. Pojmenován je po Louisi Rwagasorovi, který byl synem krále Mwambutsy IV. a vůdcem hnutí za nezávislost. Ještě před založením řádu byl roku 1961 zavražděn.[9]
- Řád Ruzinka (Ordre Royal de Ruzinko) byl založen králem Mwambutsou IV. dne 1. července 1962.[10] Udílen byl za výjimečné služby státu.[11]
- Vojenský řád Karyenda (Ordre Militaire du Karyenda) založil dne 1. července 1962 král Mwambutsa IV. Udílen byl příslušníkům ozbrojených sil či policie za vynikající služby.[12]

## Medaile
- Medaile knížete Rwagasory (Médaille du Prince Rwagasore) byla založena králem Mwambutsem IV. a udílena byla ve třech třídách.[13]
- Medaile za příkladnou službu (Médaille du Service Méritoire) byla založena králem Mwambutsem IV. a udílena byla ve třech třídách.[14]
- Medaile prvního výročí republiky byla založena prezidentem Michelem Micomberou v roce 1967 na památku prvního výročí vyhlášení Burundské republiky.[15]